# Henri Rode
Pour les articles homonymes, voir Rode.
Henri Rode, né le 9 octobre 1917 à Avignon et mort le lundi 19 avril 2004 à Paris, 3ème est un écrivain et poète français.

## Biographie
Louis Henri Rode est né en 1917 à Avignon, où il écrit, pendant l'Occupation, dans plusieurs revues : les Cahiers de Pierre Seghers, Confluences de René Tavernier et Les Cahiers du Sud de Jean Ballard. Par ailleurs, il se lie d’amitié avec Louis Aragon, André de Richaud, Alain Borne, Joë Bousquet, Francis Ponge ou encore Jean Paulhan. Dans l’immédiat après-guerre, Rode publie une série de romans qui le mettent aux premiers rangs des espoirs littéraires. Puis, Rode monte à Paris, où il fait la connaissance de Marcel Jouhandeau, avec lequel il se lie d’une grande amitié, tout en collaborant avec lui sur le plan littéraire. Devenu un intime du couple formé par Élise et Marcel Jouhandeau, il laisse deux livres de référence sur l’auteur du Pur Amour. Mais bientôt il prend ses distances d'avec les Jouhandeau et se consacre alors au journalisme et au cinéma, en tant que rédacteur de Cinémonde. La plupart de ses articles seront repris par la presse. Ils décryptent les grandes figures du cinéma, dont certaines deviendront des amis de l’écrivain : Alfred Hitchcock, Federico Fellini, Luis Buñuel, Elia Kazan, Robert Wise, Alberto Lattuada, Jean-Pierre Melville, Roman Polanski, François Truffaut, Clint Eastwood, Jean Gabin, Jean Marais, Marlon Brando, Sophia Loren, Marlène Dietrich ou encore Alain Delon (auquel Rode consacrera une biographie de commande). 
Salué comme « l’un des meilleurs écrivains provençaux », avec ses romans Les Passionnés modestes (1953), Alarmande (1953), ou Couche-toi sans pudeur (1958), Henri Rode fait alors la rencontre de Jean Breton et des poètes de la revue Les Hommes sans Epaules, créée à Avignon en 1953, dont il sera membre du comité de rédaction des deux premières séries et à la troisième série de laquelle il collaborera également. Rode se ralliera plus tard au concept de « Poésie pour vivre » développé par Jean Breton. La relation de Rode à l'auteur de L’Été des corps dépassera tôt le strict cadre littéraire, pour se transformer en une solide et fidèle amitié. Par la suite, Henri Rode participera également à la grande aventure de Poésie 1 (revue de 128 pages au format de poche). C’est sous l'influence de cet entourage de poètes que Rode abandonne peu à peu, puis totalement, la prose romanesque, pour se consacrer à la création poétique. Dès lors, le romancier va laisser place au poète, pour lequel le langage n’est pas destiné à « faire joli » ou à être plaisant, mais à servir l'« Emotivisme », la traduction des émotions. Pour cela, Rode rêve l’invention d’un « appareil révélateur », capable d’enregistrer l’intériorité de l’être, ses désirs, même les plus ténébreux, pour les projeter sur écran.

## Le poète deBouche d'orties
Henri Rode publie son premier recueil de poèmes en 1971 : Le Quatrième Soleil (Jeune Poésie). Quinze ans après la mort de James Dean, le comité du festival du cinéma de Hyères lui commande ce recueil, dont les poèmes sont consacrés au destin de l'acteur. De recueil en recueil, le poème rodien s’affirme ennemi de toute complaisance ou joliesse. Le recueil Mortsexe est certainement le point culminant de son œuvre, son « chef-d’œuvre » qui devait « marquer toute une génération de poètes que l’on baptisa un peu hâtivement néo-réaliste. »  « Il s’agit dans Mortsexe d’un lamento de la création, d’un long poème sangloté comme au cante jondo – avec des cisaillures d’actualité brutale, poème qui sue, par toutes les cordes de la voix, par tous les pores, la surprenante erreur de vivre. Un des plus puissants, un des plus "terribles", un des plus vrais livres de poèmes de ces vingt dernières années ».
Partant de son corps, de ses propres sensations, de ses douleurs et de ses émotions, le poète accède à une réalité jusqu’alors insoupçonnée : « Me voilà sans identité, tout l’imaginaire, toutes les sensations de la douleur se concertant pour m’arracher au vrai monde. Et j’oscille, mon corps en trop, palais taudis blessés à planter dans le jour. ». Il y a du merveilleux dans les voyages intérieurs d’Henri Rode. La notion de « texte-poème » paraît plus en corrélation avec son œuvre, empreinte de visions et d’illuminations. La sensualité côtoie la hantise, l’insolite le merveilleux, la douleur l’imaginaire. Jean-Luc Maxence écrit lors de la parution de Toutes les plumes du rituel aux éditions Saint-Germain-des-Prés en 1974 : Henri Rode m’a beaucoup touché – et je en suis pas le seul – par l’intermédiaire de son recueil Toutes les plumes du rituel. Ici, l’homme fouille au fond de soi sans complaisance en essayant coûte que coûte de surmonter son angoisse de « lunes crevées » et de corps à la renverse. Il refuse d’admettre le silence « qui cloue la chambre de la mort » et cherche sans gémir de détresse à s’évader de sa propre cage de meurtrissures. Le style de l’ensemble reste dompté jusqu’au bout, méticuleux, parfois d’une atroce précision qui débouche sur ces rives « où cuisent nos lèvres ». L’univers rodien apparaît tel « un cauchemar qui bascule derrière les lampes », il trahit « l’haleine du chacal » et le « talisman hostile », on ne peut pas y faire un pas sans mentir, l’amitié s’y étrangle et l’amour porte le mot « malpropre » au-dessus de sa tête bestiale. Sans contestation possible, Monsieur Rode est un grand poète du cri étouffé et stoïque. Il n’est nullement surprenant que son ouvrage se referme avec un bref essai sur Lautréamont. En effet, les fantasmes de Lautréamont se retrouvent dans un poème comme « 73 Milan » mais Henri Rode garde un sens aigu de la culpabilité qui demeure étranger à Maldoror. C’est peut-être cette conscience de sa dégradation – qui est aussi la nôtre – qui rend Henri Rode encore plus fascinant. ».

## Œuvres
Poésie
- Frère maudit, Les Petits écrits, 1957
- Le Quatrième Soleil, Jeune Poésie, 1971
- La Marguerite virile, P.A.B, 1972
- Comme bleu ou rouge foncé, Éditions Saint-Germain-des-Prés, 1973
- Toutes les plumes du rituel, Éditions Saint-Germain-des-Prés, 1974
- Mortsexe, postface de Jean Breton, Éditions Saint-Germain-des-Prés, 1980
- Bouche d’orties, Le Milieu du jour éditeur, 1993
- Pandémonium, dessin d'Alain Breton, Les Hommes sans épaules, 1994
- 7 Textes-poèmes in Pierre Guénin, Regards, mythes, éclosions, éd. Éditions Saint-Germain-des-Prés, 1994
- L’Abattoir, Éditions Librairie-Galerie Racine, 1998
- La Boucherie aux femmes nues, préface de Christophe Dauphin, Les Dits du Pont, 1998
- Les Architectures du corps, éditions Librairie-Galerie Racine, 1998
- Le Théâtre à l’abîme, Éditions Librairie-Galerie Racine, 2000

Romans et recueils de nouvelles
- Le Puits des scrupules, nouvelles, L’Intercontinentale d’édition, 1937
- Le Chariot de Jeunesse, roman, Confluences, 1944
- L’Illusionniste, nouvelles, Éditions Seghers, 1945
- Pourquoi ne pas faire mourir cet homme ?, nouvelles, Confluences, 1946
- Alarmande, roman, Corrêa/Buchet-Chastel, 1953
- Les Passionnés modestes, roman, Corrêa/Buchet-Chastel, 1953
- La Vache de mer, récit, Les Hommes sans épaules, 1954
- Couche-toi sans pudeur, roman, Corrêa/Buchet-Chastel, 1958
- Arabelle. Vous ne perdez rien en vous donnant, roman érotique coécrit avec Jean Breton, éditions du Sénart, 1974
- La Faible Mortelle, roman, Hermé, 1991
- La Marche qui cède, nouvelles, La Bartavelle, 1991

Nouvelles et récits
- Hymne de la paix, dans Poésie 43 n°14, 1943
- Alarmande, dans Les Cahiers du Sud, 1943
- L’Ange du Physique, dans Les Cahiers du Sud n°256, 1943
- Les Bagages de Furia, dans Les Cahiers du Sud, 1943
- Battue, dans Confluences, 1943
- Autour d'une vie, dans Confluences n°16, 1943
- Carnet d’Armand, dans Les Cahiers du Sud, 1944
- L’autre visage, dans Confluences, 1944
- La Noria, dans Les Cahiers du Sud, 1944
- Ruses, dans Confluences n°28, 1944
- Détails d’une vie, dans Les Cahiers du Sud, 1944
- Procès verbal d'un inconnu, dans Confluences n°31, 1944
- Trois fragments de Sodome, dans Poésie 44 n°17, 1944
- Campagne, dans Confluences n°4, 1945
- Personne ne chante, dans Littérature, 1947
- Le Metteur en scène, dans Marginales, 1948
- La Dernière Innocence, La Gazette des Lettres, Julliard, 1950
- Histoire d’une tête et d’une robe rose, dans La Gazette des Lettres, Julliard, 1952
- Le Ravisseur, dans Correspondances n°7, 1954

Essais
- Marcel Jouhandeau et ses personnages, Chambriand, 1950
- Jouhandeau sur le vif, La Tête de Feuilles, 1972
- L’Univers séminal de Lautréamont, Librairie Saint-Germain-des-Prés, 1974
- Les Stars du cinéma érotique, Éditions du Sénart, 1976
- Un mois chez Marcel Jouhandeau, Le Cherche midi, 1979
- Alain Delon, PAC éditions, 1982
- Arthur Rimbaud, autodestruction d’une jeune folle, dans Les Hommes sans Epaules n°3, 1992

### Ouvrage sur Henri Rode
- Christophe Dauphin, « Henri Rode, l'émotivisme à la bouche d'orties », dessins de Lionel Lathuille, Les Hommes sans épaules, 2010

### Sources bibliographiques
- Jean Breton, Les Poètes de l’émotion, La Pibole, 1972
- Serge Brindeau, La Poésie contemporaine de langue française depuis 1945, Éditions Saint-Germain-des-Prés, 1973
- Anthologie, « Les Poètes de Poésie pour vivre », Poésie 1, n° 91, 1981
- René Tavernier, « Les Poètes de la revue Confluences, 1941-1950 », Poésie 1 n°100/103, 1982
- Jean Breton, Chroniques sur le vif - 1952-1980, Éditions Saint-Germain-des-Prés, 1982
- Christophe Dauphin, « Henri Rode ou la douleur comme de grands oiseaux », Supérieur Inconnu n°11/12, 1998
- Sébastien Colmagro, Autour de Jean Cocteau, compact disc comprenant des textes et des témoignages de Jean Breton, Henri Rode (entretien avec Didier Mansuy) et Christophe Dauphin. Poèmes de Jean Cocteau dits par Yves Gasc, (éditions du Vertige, 2003)
- Christophe Dauphin, Les Riverains du feu, anthologie émotiviste de la poésie francophone contemporaine, Le Nouvel Athanor, 2009